# Edmund Hildebrandt
Edmund Hildebrandt (geboren 29. April 1872 in Berlin; gestorben 13. Januar 1939) war ein deutscher Kunsthistoriker.

## Leben
Edmund Hildebrandt kam als Sohn des Magistratsbeamten im Berliner Standesamt, Georg Franz Hildebrandt (1843–1910) und der Theone Odile Hildebrandt, geb. Wolkoff (1839–1901), Tochter des Übersetzers und Dolmetschers am Hof Friedrich Wilhelms IV., Theodor Wolkoff (um 1810–1843) zur Welt.
Er besuchte das Gymnasium Fridericianum. Er studierte Kunstgeschichte und Deutsche Philologie in Berlin und wurde 1898 über Friedrich Tieck. Ein Beitrag zur Geschichte der deutschen Plastik im Zeitalter Goethes und der Romantik bei Herman Grimm promoviert und 1908 bei Heinrich Wölfflin über Leben, Werke und Schriften des Bildhauers E.-R. Palconet 1716–1791 habilitiert.
Ab 1908 war Edmund Hildebrandt Privatdozent am Berliner Institut und erhielt 1921 einen Lehrauftrag für Neuere Kunstgeschichte.
Er beschäftigte sich vor allem mit italienischer Renaissance, dem Barock und der Verbindung von Theater und Bildender Kunst.
Am 26. Juni 1937 verlor er aus rassistischen Gründen seine noch im Frühjahr über das 65. Lebensjahr von Wilhelm Pinder verlängerte Lehrbefugnis.
Hildebrandt war verheiratet mit Ottilie Hildebrandt, geb. Schlesinger (* 10. Dezember 1872 in Berlin; † 1952 in London), Tochter des Kaufmanns Emanuel Schlesinger und der Laura Schlesinger, geb. Wolff, und Schwester von Georg Schlesinger. Eines ihrer Kinder war der spätere evangelische Theologe Franz Hildebrandt.

## Schriften
- Leonardo da Vinci, Der Künstler und sein Werk, Berlin 1927
- Die Malerei und Plastik des achtzehnten Jahrhunderts in Frankreich, Deutschland und England, 1924
- Antoine Watteau, 1922, 2. Auflage 1923